# Europees kampioenschap handbal mannen 1994
Het 1ste Europees kampioenschap handbal mannen vond plaats van 3 tot 12 juni 1994 in Portugal. Twaalf landenteams namen deel aan de strijd om de Europese titel.

## Voorronde

### Groep A
| Land        | Wed | W | G | V | DV  | DT  | DS  | Ptn |
| ----------- | --- | - | - | - | --- | --- | --- | --- |
| Rusland     | 5   | 5 | 0 | 0 | 122 | 94  | +28 | 10  |
| Kroatië     | 5   | 3 | 0 | 2 | 120 | 114 | +6  | 6   |
| Frankrijk   | 5   | 2 | 1 | 2 | 123 | 120 | +3  | 5   |
| Wit-Rusland | 5   | 2 | 0 | 3 | 130 | 139 | –9  | 4   |
| Duitsland   | 5   | 1 | 1 | 3 | 107 | 113 | –6  | 3   |
| Roemenië    | 5   | 1 | 0 | 4 | 113 | 135 | –22 | 2   |

| Rusland     | 27 – 20 | Roemenië    |
| Frankrijk   | 27 – 25 | Kroatië     |
| Duitsland   | 23 – 24 | Wit-Rusland |
| Roemenië    | 27 – 26 | Frankrijk   |
| Wit-Rusland | 23 – 31 | Rusland     |
| Kroatië     | 24 – 22 | Duitsland   |
| Rusland     | 21 – 18 | Kroatië     |
| Frankrijk   | 21 – 21 | Duitsland   |
| Roemenië    | 24 – 33 | Wit-Rusland |
| Frankrijk   | 32 – 29 | Wit-Rusland |
| Duitsland   | 16 – 25 | Rusland     |
| Kroatië     | 24 – 23 | Roemenië    |
| Wit-Rusland | 21 – 29 | Kroatië     |
| Duitsland   | 25 – 19 | Roemenië    |
| Rusland     | 18 – 17 | Frankrijk   |

### Groep B
| Land       | Wed | W | G | V | DV  | DT  | DS  | Ptn |
| ---------- | --- | - | - | - | --- | --- | --- | --- |
| Zweden     | 5   | 5 | 0 | 0 | 114 | 91  | +23 | 10  |
| Denemarken | 5   | 3 | 1 | 1 | 107 | 99  | +8  | 7   |
| Spanje     | 5   | 3 | 0 | 2 | 114 | 101 | +13 | 6   |
| Hongarije  | 5   | 2 | 0 | 3 | 100 | 107 | –7  | 4   |
| Slovenië   | 5   | 1 | 1 | 3 | 94  | 111 | –17 | 3   |
| Portugal   | 5   | 0 | 0 | 5 | 96  | 116 | –20 | 0   |

| Spanje     | 25 – 20 | Hongarije  |
| Zweden     | 22 – 17 | Slovenië   |
| Denemarken | 24 – 17 | Portugal   |
| Hongarije  | 18 – 22 | Zweden     |
| Portugal   | 18 – 24 | Spanje     |
| Slovenië   | 19 – 19 | Denemarken |
| Spanje     | 24 – 16 | Slovenië   |
| Zweden     | 22 – 16 | Denemarken |
| Hongarije  | 19 – 18 | Portugal   |
| Zweden     | 26 – 21 | Portugal   |
| Denemarken | 25 – 22 | Spanje     |
| Slovenië   | 19 – 24 | Hongarije  |
| Portugal   | 22 – 23 | Slovenië   |
| Denemarken | 23 – 19 | Hongarije  |
| Spanje     | 19 – 22 | Zweden     |

## Halve finales
| Rusland | 29 – 20 | Denemarken |
| Zweden  | 24 – 21 | Kroatië    |

## 11de/12de plaats
| Roemenië | 38 – 21 | Portugal |

## 9de/10de plaats
| Duitsland | 28 – 18 | Slovenië |

## 7de/8ste plaats
| Wit-Rusland | 24 – 28 | Hongarije |

## 5de/6de plaats
| Frankrijk | 25 – 28 | Spanje |

## Troostfinale
| Kroatië | 24 – 23 | Denemarken |

## Finale
| Rusland | 21 – 34 | Zweden |

## Eindrangschikking
| Goud   | Zweden      |
| Zilver | Rusland     |
| Brons  | Kroatië     |
| 4      | Denemarken  |
| 5      | Spanje      |
| 6      | Frankrijk   |
| 7      | Hongarije   |
| 8      | Wit-Rusland |
| 9      | Duitsland   |
| 10     | Slovenië    |
| 11     | Roemenië    |
| 12     | Portugal    |

| 1994 Europees kampioen mannen · Zweden · 1e titel Selectie: Mats Olsson, Tomas Svensson, Robert Hedin, Magnus Wislander, Martin Frandesjö, Ola Lindgren, Per Carlén, Erik Hajas, Jerry Hallbäck, Stefan Lövgren, Robert Andersson, Pierre Thorsson, Staffan Olsson, Magnus Andersson en Tommy Suoraniemi. · Bondscoach: Bengt Johansson. |